# 뤼카 디뉴
뤼카 디뉴(프랑스어: Lucas Digne, 프랑스어 발음: [lykɑ diɲ]; 1993년 7월 20일~)는 프리미어리그의 애스턴 빌라에서 뛰고 있는 프랑스의 축구 선수로, 포지션은 레프트백이다.

## 클럽 경력

### 릴
2010년 7월 27일, 디뉴는 2013년 6월까지 유효한 3년짜리 첫 프로 계약을 릴과 체결하였고, 이후 2012년 1월에는 2016년까지 연장되었다. 2011-12 시즌을 앞두고, 디뉴는 영구적으로 1군으로 승격되었으며, 등번호 3번에 배정되었다. 그는 2011년 10월 26일, 3-1로 승리한 스당과의 쿠프 드 라 리그 경기에서 데뷔하였다.

### 파리 생제르맹
2013년 7월 17일, 디뉴는 파리 생제르맹과 5년 계약을 체결하였고, 이적료는 €15M 정도로 책정되었다.

### 바르셀로나
디뉴는 로마에서의 활약을 바탕으로 15-16시즌에 바르셀로나로 이적을 하며 등번호 19번을 배정받았고, 같은 포지션 경쟁자인 조르디 알바와 좋은 활약을 해주었다. 하지만 조르디 알바의 부상, 징계 이탈일때를 제외하면 주전으로 뛴 적은 많지 않았기에 뤼카 디뉴의 입지는 점점 좁아졌다. 그래도 뤼카 디뉴는 자신이 할 수 있는 최선을 다하는 모습을 보였고, 훈련장 밖에서도 바르셀로나 테러 당시 약과 물을 챙겨 부상자들을 치료하는데 힘쓰며 팬들의 환호를 받기도 했다.

### 에버턴
뤼카 디뉴는 바르셀로나에서의 도전을 뒤로하고 18-19시즌에 에버튼으로의 이적을 결심한다. 등번호 12번을 배정받으며 팬들의 기대는 매우 컸다. 또한 레이턴 베인스의 노쇠화로 왼쪽 수비수의 보강이 절실했던 에버튼으로써는 매우 좋은 영입이었다. 뤼카 디뉴는 18-19시즌부터 19-20시즌까지 70경기 출전 4골을 기록중에 있으며 현재 PL(프리미어리그)의 리그 최고의 왼쪽 수비수로 평가받고 있다. 그의 나이 또한 많지 않기에 성장 가능성이 매우 높고, 앞으로도 매우 기대치가 높은 선수이다. 현재 그는 아내와 아들과 함께 살고 있다.

## 국가대표팀 경력
디뉴는 프랑스 청소년 국가대표 일원으로, U-16, U-17, U-18, U-19, 그리고 U-20, 국가대표로 활약하으며, 현재 U-21 국가대표를 거쳐 유로2016 준우승 멤버이자 유로2020 주전 왼쪽 수비수이다. 2014년 3월, 디뉴는 디디에 데샹 감독에 의해 네덜란드와의 친선경기를 위해 프랑스 성인 국가대표팀에 차출되었고, 경기의 하프타임에 교체 투입되며 국제경기에 데뷔하였다.

## 경력 통계
2018년 5월 20일 기준
| 클럽          | 시즌      | 리그      | 리그 | 리그 | 컵   | 컵 | 리그 컵 | 리그 컵 | 유럽 | 유럽 | 기타 | 기타 | 합계 | 합계 |
| 클럽          | 시즌      | 리그      | 출장 | 골   | 출장 | 골 | 출장    | 골      | 출장 | 골   | 출장 | 골   | 출장 | 골   |
| ------------- | --------- | --------- | ---- | ---- | ---- | -- | ------- | ------- | ---- | ---- | ---- | ---- | ---- | ---- |
| 릴            | 2011–12   | 리그 1    | 16   | 0    | 1    | 0  | 1       | 0       | —    | —    | —    | —    | 18   | 0    |
| 릴            | 2012–13   | 리그 1    | 33   | 2    | 2    | 0  | 1       | 0       | 5    | 0    | —    | —    | 41   | 2    |
| 릴            | 합계      | 합계      | 49   | 2    | 3    | 0  | 2       | 0       | 5    | 0    | —    | —    | 59   | 2    |
| 파리 생제르맹 | 2013–14   | 리그 1    | 15   | 0    | 1    | 0  | 2       | 0       | 2    | 0    | —    | —    | 20   | 0    |
| 파리 생제르맹 | 2014–15   | 리그 1    | 14   | 0    | 5    | 0  | 2       | 0       | 1    | 0    | 1    | 0    | 23   | 0    |
| 파리 생제르맹 | 합계      | 합계      | 29   | 0    | 6    | 0  | 4       | 0       | 3    | 0    | 1    | 0    | 43   | 0    |
| 로마 (임대)   | 2015-16   | 세리에 A  | 33   | 3    | 1    | 0  | —       | —       | 8    | 0    | 0    | 0    | 42   | 3    |
| 로마 (임대)   | 합계      | 합계      | 33   | 3    | 1    | 0  | —       | —       | 8    | 0    | 0    | 0    | 42   | 3    |
| 바르셀로나    | 2016–17   | 라리가    | 17   | 0    | 3    | 1  | —       | —       | 4    | 0    | 2    | 0    | 26   | 1    |
| 바르셀로나    | 2017–18   | 라리가    | 12   | 0    | 4    | 0  | —       | —       | 3    | 1    | 1    | 0    | 20   | 1    |
| 바르셀로나    | 합계      | 합계      | 29   | 0    | 7    | 1  | —       | —       | 7    | 1    | 3    | 0    | 46   | 2    |
| 경력 합계     | 경력 합계 | 경력 합계 | 140  | 5    | 17   | 1  | 6       | 0       | 23   | 1    | 4    | 0    | 190  | 7    |

1. 1 2 3 4 5 6  UEFA 챔피언스리그 출전 경기 포함
2. ↑  트로페 데 샹피옹 출전 경기 포함
3. 1 2  수페르코파 데 에스파냐 출전 경기 포함

## 수상

### 클럽
파리 생제르맹
- 리그 1: 2013–14, 2014–15
- 쿠프 드 프랑스: 2014–15
- 쿠프 드 라 리그: 2013–14, 2014–15
- 트로페 데 샹피옹: 2013, 2014, 2015

 바르셀로나
- 라 리가: 2017-2018
- 코파 델 레이: 2016-2017, 2017-2018
- 수페르코파 데 에스파냐: 2016

### 국가대표팀
프랑스 U-20
- FIFA U-20 월드컵: 2013

프랑스
- UEFA 유럽 축구 선수권 대회: 준우승 2016